# Pedicularis labordei
Pedicularis labordei är en snyltrotsväxtart som beskrevs av Eugène Vaniot och Bonati. Pedicularis labordei ingår i släktet spiror, och familjen snyltrotsväxter. Inga underarter finns listade i Catalogue of Life.